# پولنیتسا
پولنیتسا (به بلغاری: Polenitsa) یک منطقهٔ مسکونی در بلغارستان است که در استان بلاگووگراد واقع شده‌است.
 پولنیتسا  ۱٬۱۵۰ نفر جمعیت دارد و ۳۴۵ متر بالاتر از سطح دریا واقع شده‌است.